# The D.O.T.
The D.O.T. est un duo britannique formé du rappeur Mike Skinner et du musicien Robert Harvey, respectivement musicien de The Streets et chanteur guitariste du groupe The Music. La discographie du groupe comporte actuellement deux albums studio.

## Biographie
Le duo naît de la fin de la carrière de Mike Skinner sous le pseudonyme de The Streets, et la dissolution du groupe anglais de Robert Harvey en 2011. Les deux musiciens avaient déjà collaboré sur le dernier album de la discographie de The Streets, sur le morceau Soldiers par exemple. Le groupe publie son premier album studio, And That, qui est qualifié de décevant par le New Musical Express. Ce premier opus comprend des éléments de rap, disco, pop et electronica. 
Leur deuxième album studio, Diary, est sorti en 2013, et laisse également le NME sur sa faim.

## Discographie

### Single
- 2013 : How We All Lie